# Moir of Leckie’s House
Moir of Leckie’s House ist ein Wohngebäude in der schottischen Stadt Stirling in der gleichnamigen Council Area. 1965 wurde das Bauwerk in die schottischen Denkmallisten in der höchsten Denkmalkategorie A aufgenommen.

## Geschichte
Im Jahre 1658 erwarb David Moir of Craigarnhall, ein Mitglied der regional einflussreichen Familie Moir, das Anwesen. Moir of Leckie’s House stammt vermutlich aus dieser Zeit in der Mitte des 17. Jahrhunderts. Die Venezianischen Fenster wurden erst im frühen 18. Jahrhundert eingesetzt. Im Jahre 1958 wurde eine Restaurierung des Gebäudes abgeschlossen.

## Beschreibung
Das Gebäude steht abseits der Bow Street hinter Darnley’s House. Das dreistöckige Gebäude weist einen L-förmigen Grundriss auf. Seine Fassaden sind mit Harl verputzt, wobei Natursteindetails abgesetzt sind. Seine Rundbogenfenster sind mit Schlusssteinen gestaltet. An der ostexponierten Hauptfassade sind Venezianische Fenster eingelassen. Die aus den abschließenden, schiefergedeckten Dächern heraustretenden Gauben schließen meist mit Walmen.